# Önums socken
Önums socken i Västergötland ingick i Barne härad och området ingår sedan 1971 i Vara kommun och motsvarar från 2016 Önums distrikt.
Socknens areal var 23,19 kvadratkilometer varav 23,15 land. År 2000 fanns här 651 invånare. Tätorten Emtunga samt sockenkyrkan Önums kyrka ligger i socknen. En kilometer söder om Emtunga har Volvo Penta en fabrik med omkring 200 anställda.

## Administrativ historik
Socknen har medeltida ursprung.
Vid kommunreformen 1862 övergick socknens ansvar för de kyrkliga frågorna till Önums församling och för de borgerliga frågorna bildades Önums landskommun. Landskommunen uppgick 1952 i Ryda landskommun som 1967 uppgick i Vara köping som 1971 ombildades till Vara kommun. Församlingen uppgick 2002 i Vara församling.
1 januari 2016 inrättades distriktet Önum, med samma omfattning som församlingen hade 1999/2000.  
Socknen har tillhört län, fögderier, tingslag och domsagor enligt vad som beskrivs i artikeln Barne härad. De indelta soldaterna tillhörde Skaraborgs regemente, Skånings kompani och Västgöta regemente, Barne kompani.

## Geografi
Önums socken ligger öster om Vara kring Afsån. Socknen är en uppodlad slättbygd på Varaslätten.
I nordväst avgränsas socknen av E20. Önums kyrka ligger i norr, inte så långt från europavägen. I sydväst genomflyts socknen av Afsån. Här genomkorsas socknen av järnvägen Herrljunga-Vänersborg. I söder ligger Rangeltorps och Möllentorps gårdar. Marken är delvis sandig och har planterade skogar.

## Fornlämningar
Boplatser och lösfynd från stenåldern har påträffats. Från bronsåldern finns gravhögar.
En ödekyrkogård finns från den kyrka från medeltiden som revs på 1800-talet.

## Namnet
Namnet skrevs 1422 Ønem och kommer från kyrkbyn. Efterleden innehåller hem, 'boplats, gård'. Förleden innehåller troligen ødhn, 'öken, ödemark' syftande på öde, obebodd sandmark vid kyrkbyn.